# Selo pri Kostelu
Selo pri Kostelu este o localitate din comuna Kostel, Slovenia.